# فرناند داوست
فرناند داوست هو نقابي وسياسي كندي، ولد في 26 أكتوبر 1926 في مونتريال في كندا، وتوفي بنفس المكان في 23 يناير 2020. نشط حزبياً في الحزب الديمقراطي الجديد.